# Tanaostigma stanleyi
Tanaostigma stanleyi är en stekelart som beskrevs av Lasalle 1987. Tanaostigma stanleyi ingår i släktet Tanaostigma och familjen Tanaostigmatidae. Inga underarter finns listade i Catalogue of Life.